# 岩手県道117号石鳥谷停車場線
岩手県道117号石鳥谷停車場線（いわてけんどう117ごう いしどりやていしゃじょうせん）は、岩手県花巻市を通る一般県道である。

## 概要
石鳥谷駅から北上川方向、岩手県道265号中寺林犬淵線に向かって東へ伸びる県道。

### 路線データ
- 実延長 : 294.6 m[1]
- 起点：石鳥谷停車場[1]（石鳥谷駅）
- 終点：花巻市石鳥谷町好地[1]（岩手県道265号中寺林犬淵線交点）

## 歴史
- 1959年（昭和34年）3月31日 - 県道に認定される[1]。

## 地理

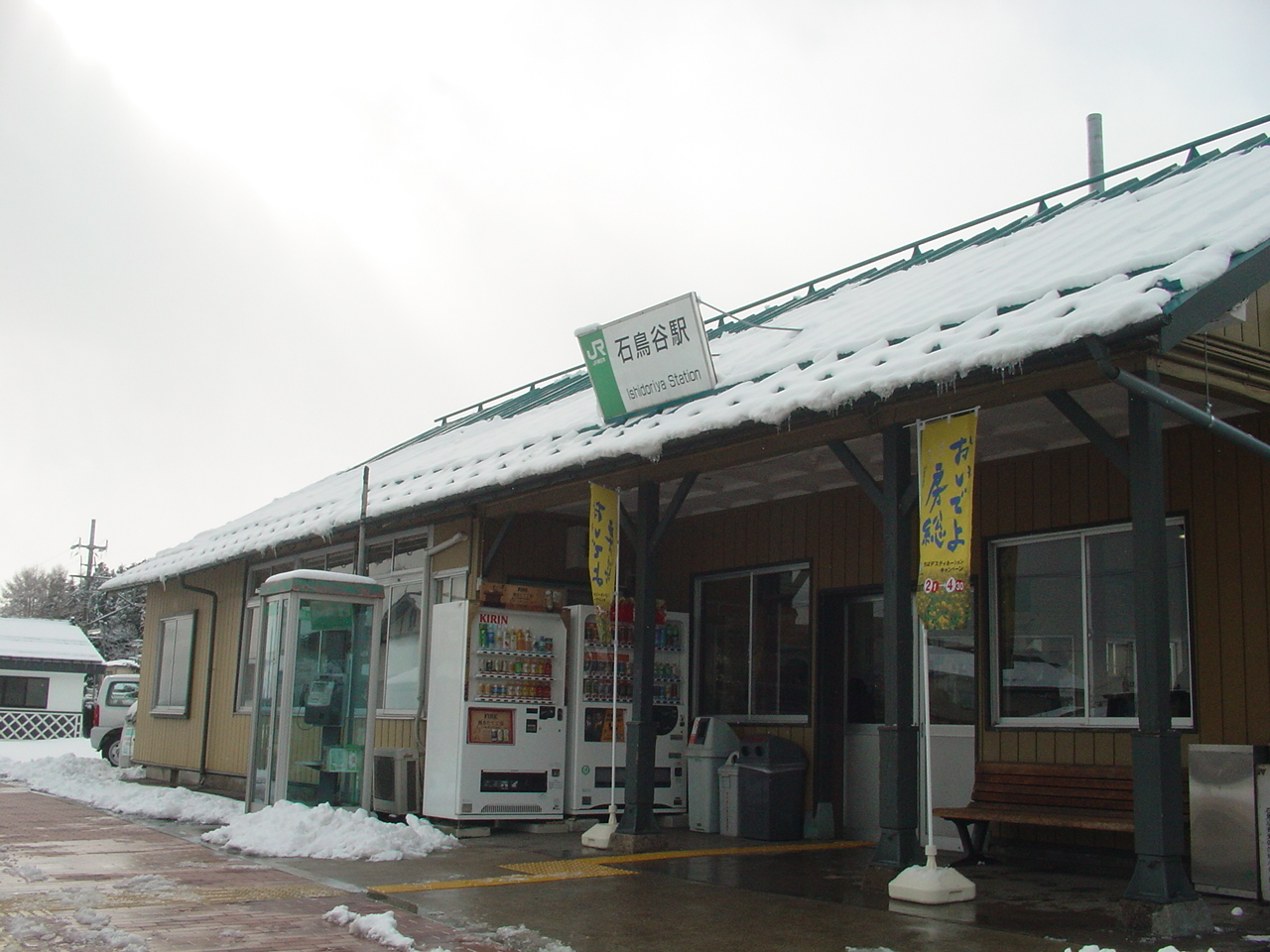
石鳥谷駅

### 交差する道路
- 岩手県道265号中寺林犬淵線（花巻市石鳥谷町好地、終点）

### 沿線の施設
- JR東日本 東北本線 石鳥谷駅